# Famille de Vial
Pour les articles homonymes, voir Vial.
La famille de Vial, anciennement Vial, est une famille française attestée dès le XVIIe siècle au Chambon, près de Saint-Étienne, dans l'ancienne province du Forez.
Des branches de cette famille se sont installées en Espagne, en Grande-Bretagne et au Chili où elles comptent parmi leurs membres différentes personnalités dont un président de la République du Chili en la personne de José Joaquin Prieto de Vial.
Une  branche de cette famille  est revenue en France au XIXe siècle et a repris la nationalité française.

## Histoire
Cette famille, originaire de la province du Forez en France, s'est dispersée dans le monde à partir du XVIIe siècle où elle a donné des personnages distingués en Europe et en Amérique du Sud.
Selon une source familiale elle possède une origine noble remontant à l'année 1495 mais cette famille n'est mentionnée dans aucun nobiliaire ancien ou contemporain en tant que famille noble française.
Aucune de ses branches ne fut anoblie mais depuis le XVIIIe siècle la branche fixée en Espagne appartient toutefois à la noblesse de ce pays.

### Une famille française de la province du Forez
La famille de Vial est originaire du Chambon-Feugerolles, près de Saint-Étienne dans le département de la Loire, où ses membres étaient notaires au milieu du XVIIe siècle, et de Saint-Étienne où ils étaient couteliers.
En 1640 Jean Vial le jeune et Fleury (Florimond) Vial, tous deux frères et notaires à Chambon, sont cités dans un jugement de succession comme fils de Christophe Vial, également notaire à Chambon, marié à Françoise Renaud et décédé avant 1640,.
François Vial (1595-1648), vivant à Chambon, est marié en 1620 à Gabrielle Barralon (fille de  Fleury Barralon du Sapt, seigneur du Sapt, et de Françoise de Brumon ou Brunon), ils ont entre autres enfants pour fils :
- Gabriel (1623-1675), maitre coutelier à Saint-Étienne, marié en 1657 à Antonia Mounier (d'où postérité). Il est inhumé le 5 septembre 1675, âgé d’environ cinquante ans[6]
- Alexandre (1633) qui émigra à Bilbao et épousa en 1667 Maria Saez de Ardiles (d'où postérité)
- André (1635-1713) qui émigra aussi à Bilbao et épousa en 1684 Manuela Batista Lopez de Ondarroa (d'où postérité)[7]

### Branche établie en Espagne
Au XVIIe siècle, des membres de cette famille s'établirent en Espagne, à Bilbao au Pays basque où ils  reçurent des lettres de naturalité en 1674.
Le 3 avril 1699 Gabriel Vial, demeurant habituellement à Bilbao, en Espagne, est le parrain de Gabriel Vial, fils de Claude Vial, coutelier à Saint-Étienne.
En Espagne, la famille fit ses preuves pour les gardes-marines en 1744 et fut inscrite à la salle des gentilshommes de Castille à Valladolid le 24 novembre 1772. Elle fit encore ses preuves  pour l'ordre de Charles III d'Espagne en 1798 et le 22 janvier 1816.
Don Martin de Vial y González del Corral, Martínez del Campo y Abascal fut reçu chevalier de Malte d'honneur et de dévotion le 8 novembre 1935.

### Branche établie au Chili
Une branche s'est fixée au XVIIIe siècle au Chili en la personne de Manuel José de Vial y Xarabeitia où elle fit souche. À cette branche appartenait notamment Maria del Carmen Vial Santelices, épouse de José Maria Prieto (parents du général José Joaquín Prieto Vial qui fut président de la République du Chili de 1831 à 1841) ainsi que Manuel Bulnes Prieto Vial et plus récemment Sebastián Piñera.
Autres membres de cette branche :
- Carlos Vial Infante, ingénieur, ministre de l'État chilien
- Gonzalo Vial, historien, juriste et journaliste du Chili, membre du conseil de défense de l'État
- Julia Vial, présentatrice à la télévision chilienne

### Branche établie au Royaume-Uni
Une autre branche fondée par Leopoldo Vial-Henley s'est établie au XIXe siècle au Royaume-Uni et y a fait également souche.

### Branche revenue en France
Une branche de la famille de Vial revint en France au XIXe siècle et reprit la nationalité française en 1888.
Cette branche n'appartient pas à la noblesse française mais à la noblesse d'origine étrangère (espagnole) à la condition toutefois de prouver qu'elle descend bien de la branche espagnole.

## Personnalités
- Ramon-Xavier de Vial (1750-1819), armateur espagnol et gouverneur de Santander
- Jean-Népomucène de Vial (1783-1835), diplomate espagnol
- Alfred de Vial, (1859-1931), consul général de la République d'Haïti à Bordeaux[13] et président du conseil général du port autonome de Bordeaux[14]
- Félix de Vial (1864-1949), général de brigade français, grand officier de la Légion d'honneur
- François de Vial (1904-1984), diplomate français
- Antoine de Vial (1933), prêtre séculier catholique franco-américain

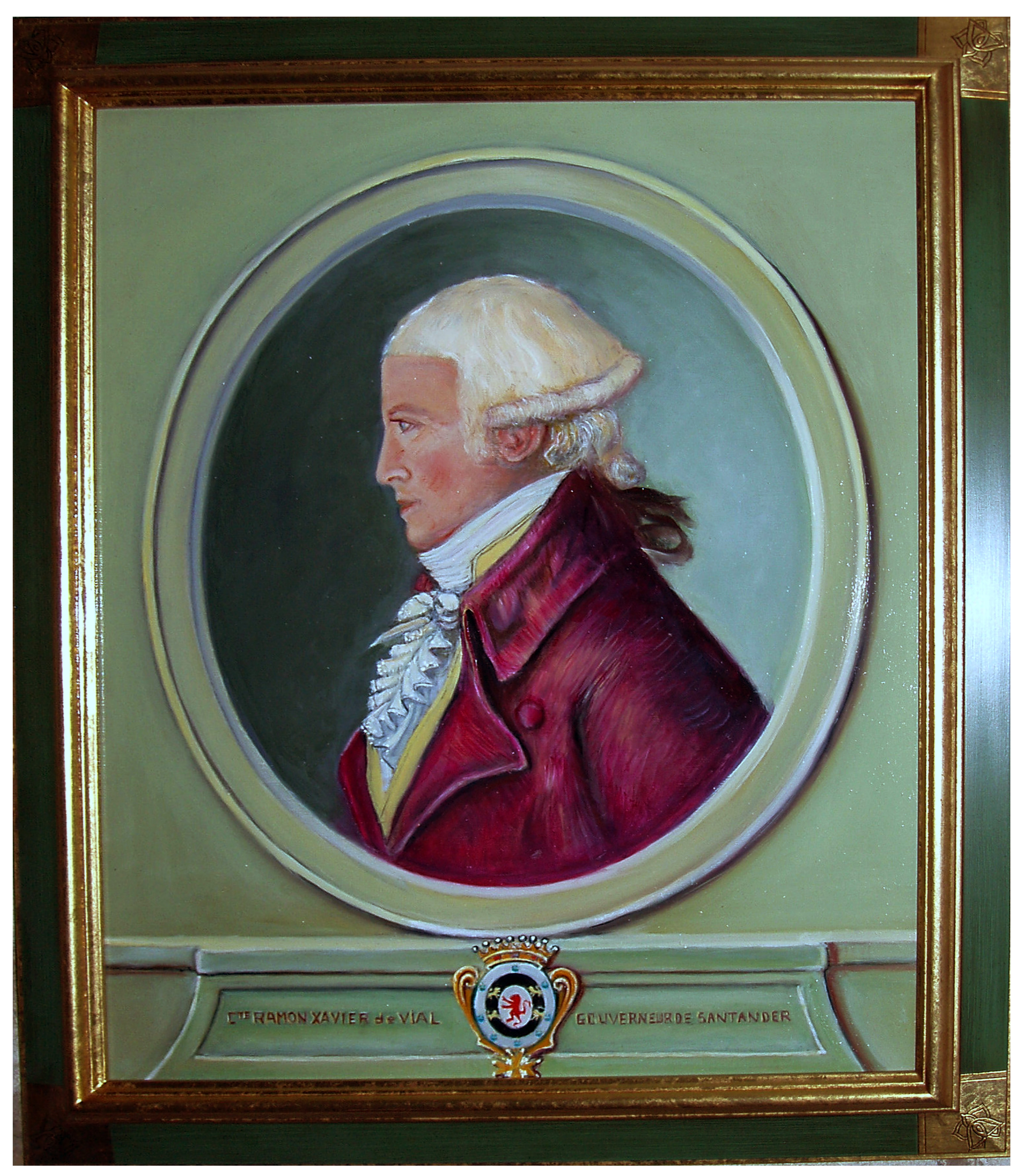
Ramon-Xavier de Vial (1750-1839), gouverneur de Santander.
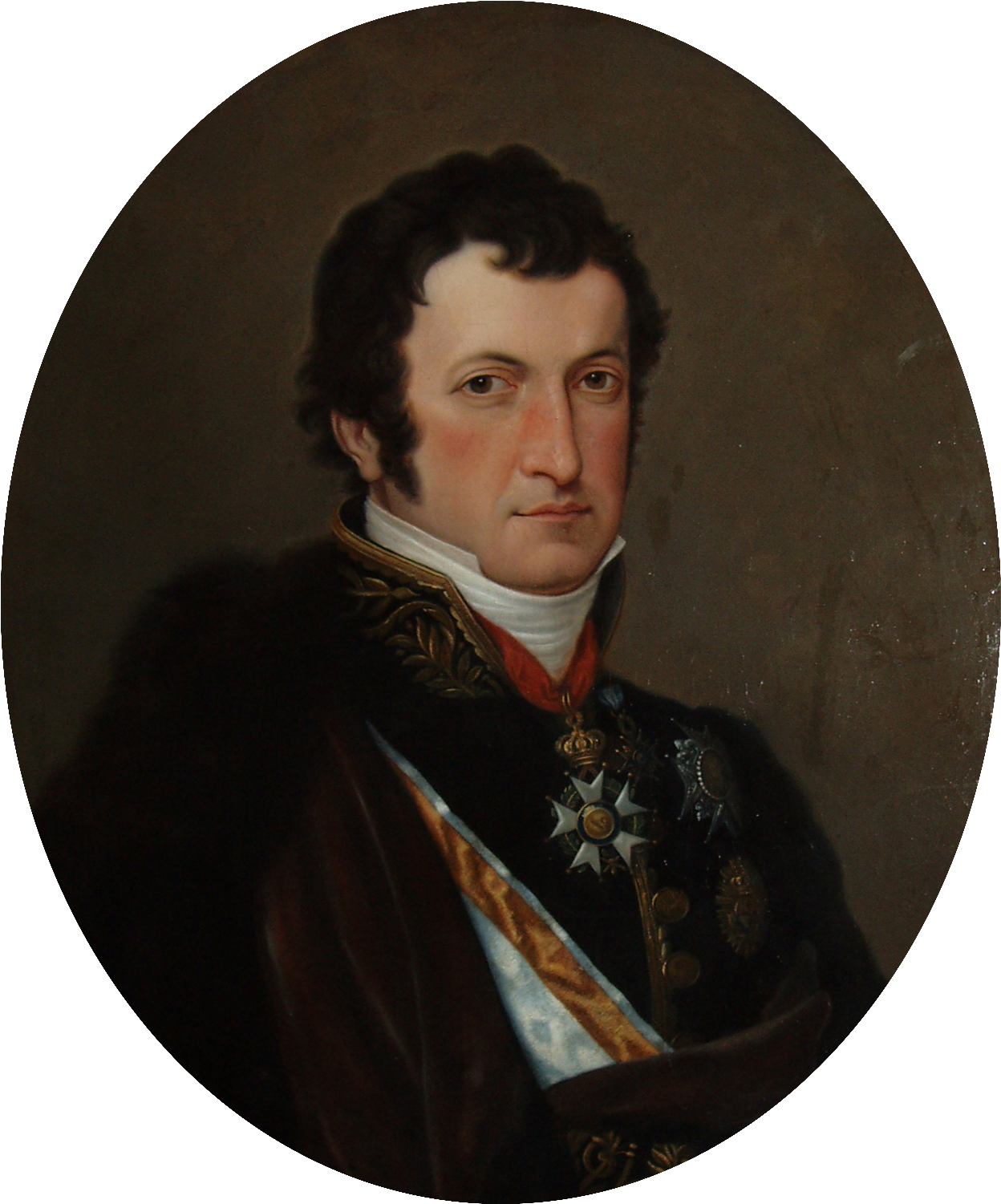
Jean-Népomucène de Vial (1783-1835), diplomate espagnol.
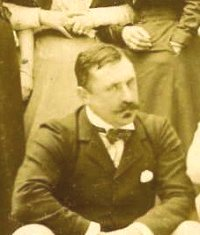
Alfred de Vial (1859-1931), consul général, président du port autonome de Bordeaux (quai Alfred de Vial).
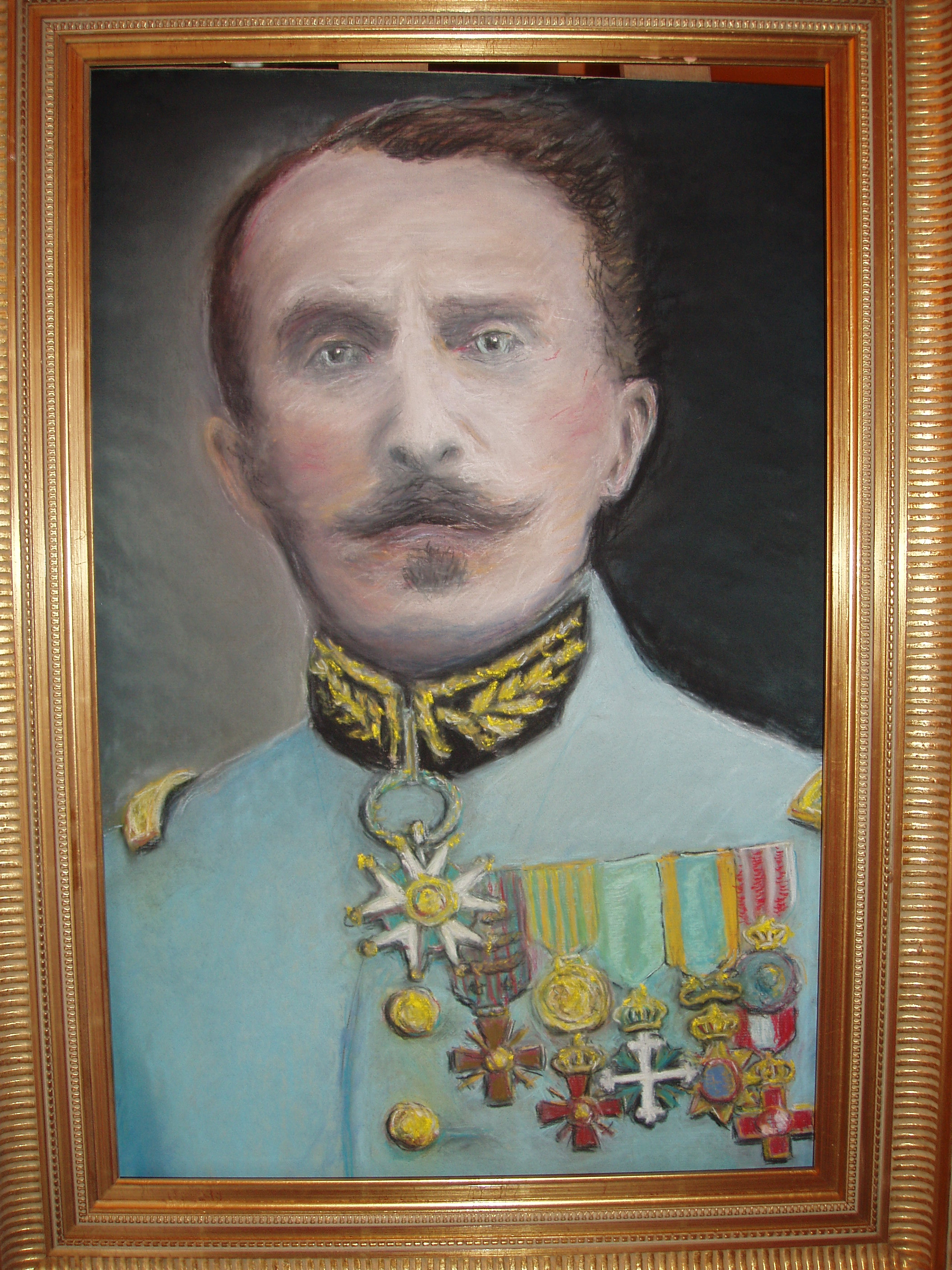
Félix de Vial (1864-1949), général de brigade.
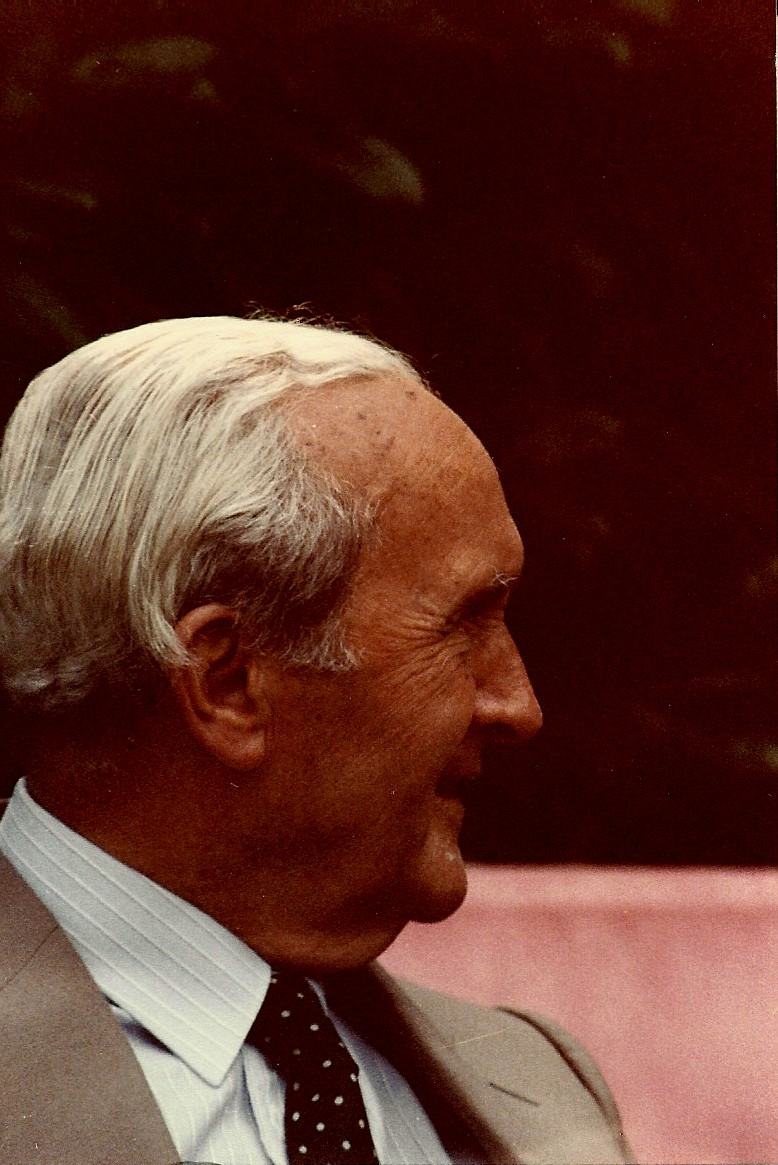
François de Vial (1904-1984), diplomate français.
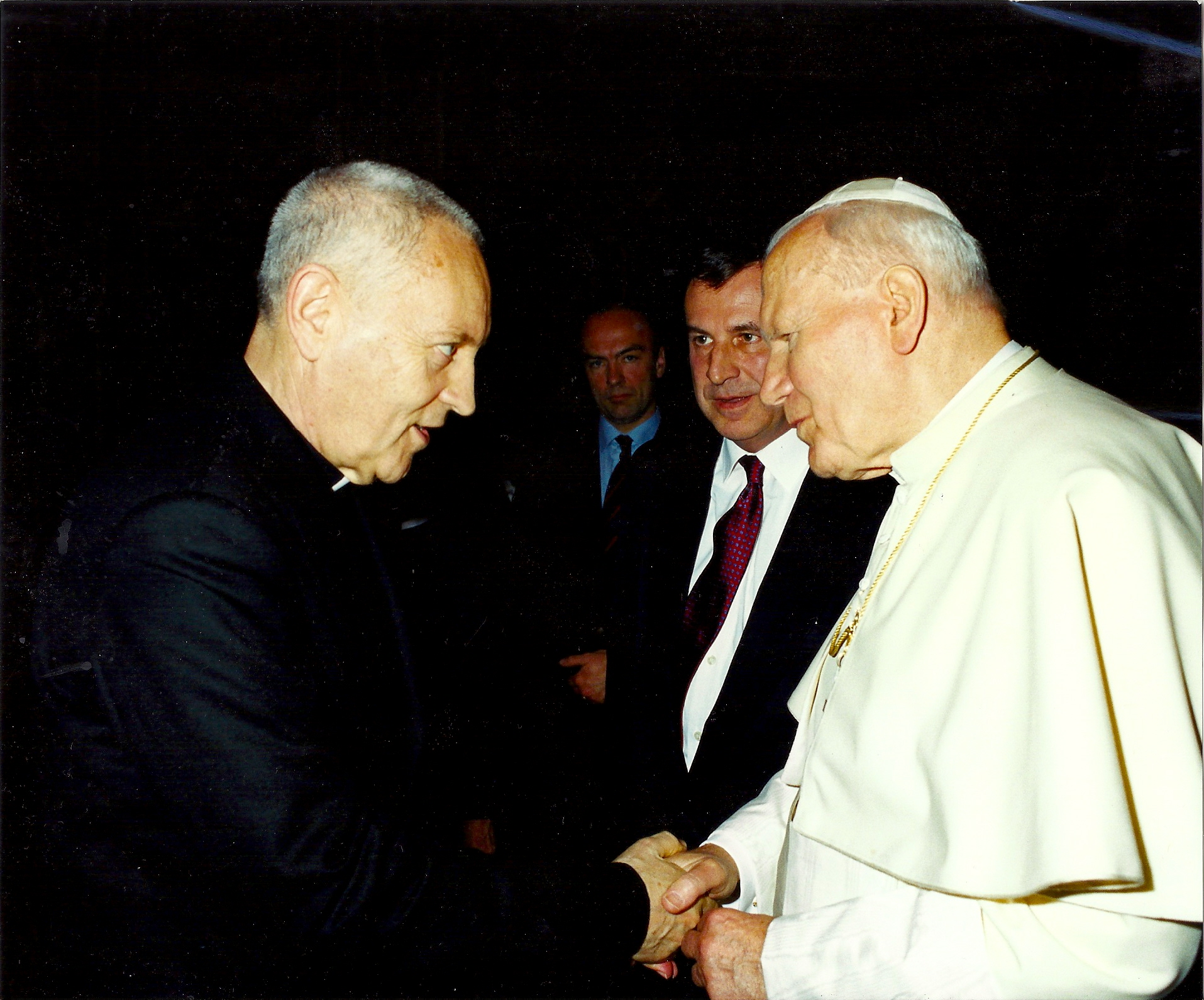
Antoine de Vial, prêtre séculier catholique.
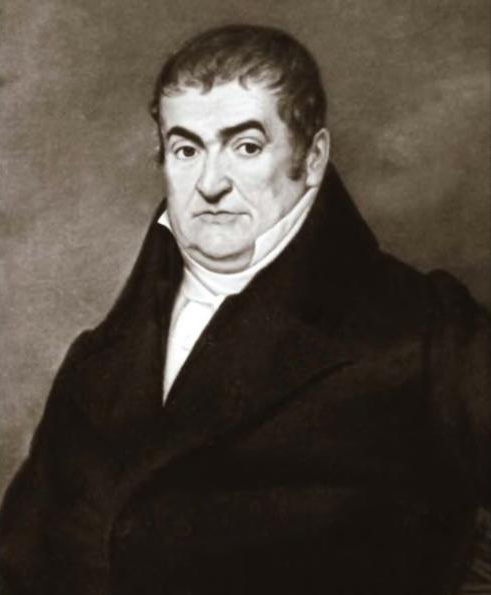
Augustin Vial, sénateur, vice-président de la République du Chili.
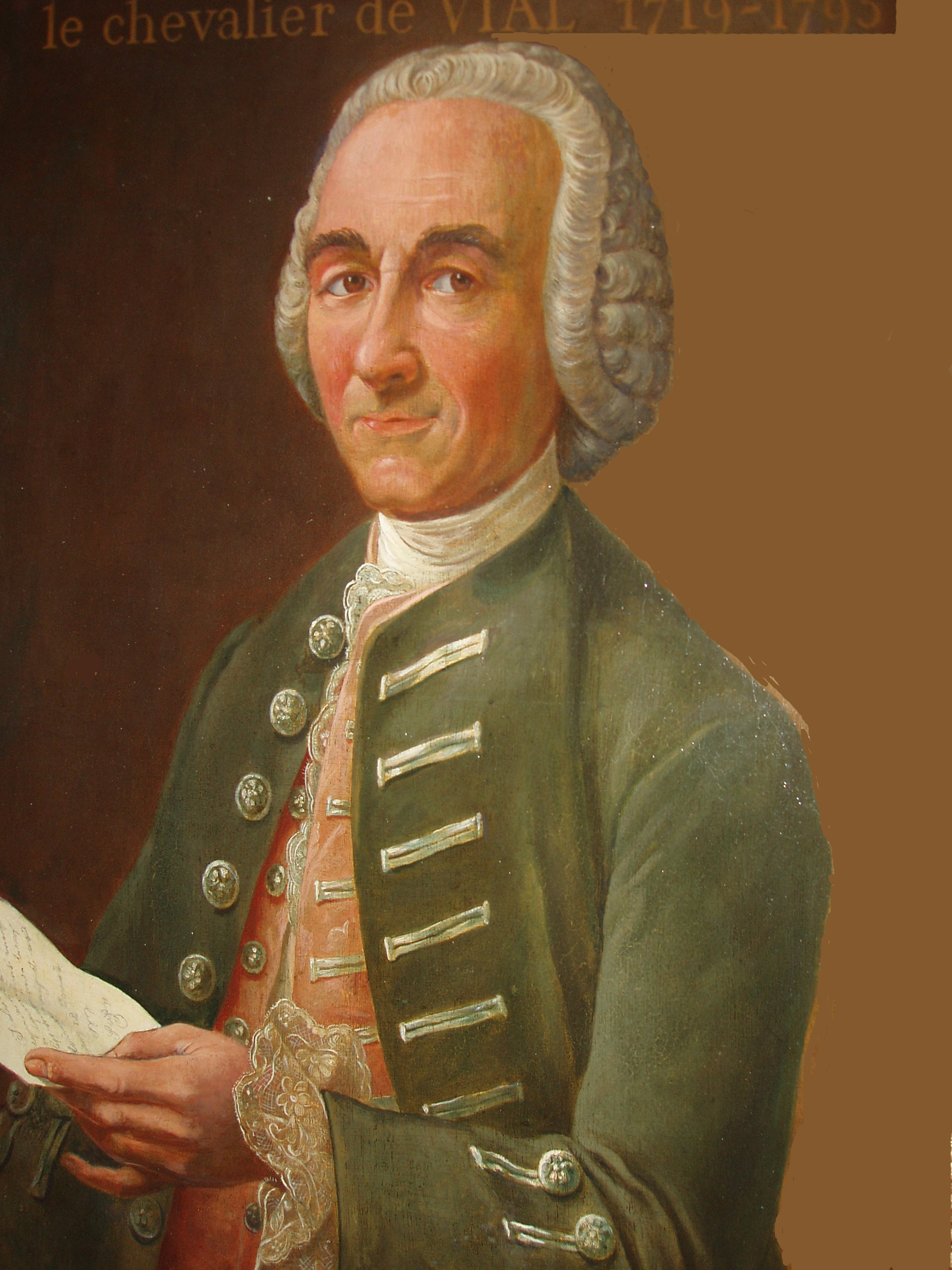
Nicolas de Vial (1719-1795). Chevalier, armateur et propriétaire d’une compagnie de transport.
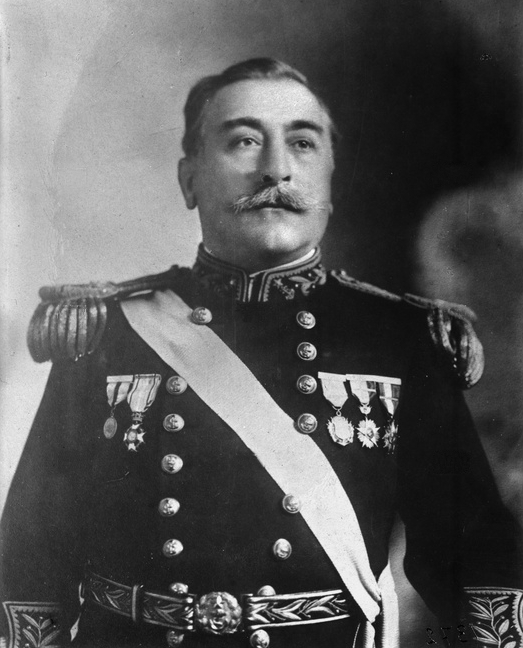
Arturo Fernandez de Vial (1858-1931). Vice-amiral.
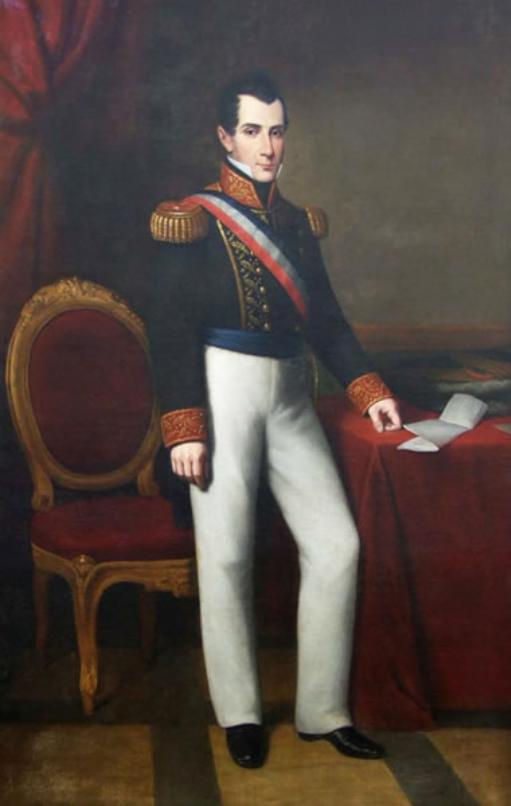
José Joaquín Prieto de Vial (1786-1854). Président de la République du Chili.
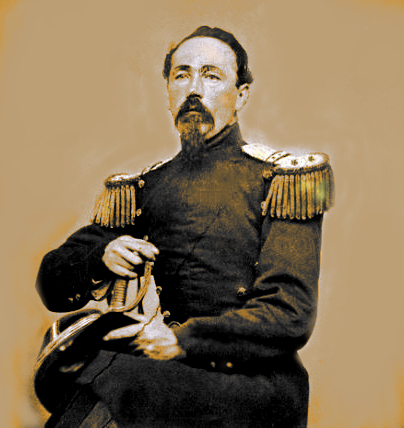
Juan de Dios y Vial Maturana, général, chef de la maison militaire du président du Chili.

## Armes
Blasonnement : De sable à l'écusson d'argent en abîme chargé d'un lion de gueules

## Alliances
La famille de Vial est alliée aux familles suivantes : Renaud, Barralon (1620), Mounier (1657), Saez de Ardiles (1667), Batista Lopez de Ondarroa (1684), Prieto (XVIIIe siècle), d'Eydelin (1780), de Xarabeita, Butron, de Haro, Gonzalo del Rio, Gomez de la Torre (1806), Goyetche (1857), Bermond (1882), Cayrou (1898), Colas des Francs (1920), Mourins d'Arfeuille (1929), Robain (1932), de Fraix de Figon, Fremaux, Salleron, Ouazanna, Delassus, etc.

## Hommages
- Quai Alfred de Vial à Bordeaux (33000)